# Акопкохян Ісраел Акопович
Ісраел Акопович Акопкохян (вірм. Իսրայել Հակոբկոխյան; 21 жовтня 1960) — радянський боксер першої напівсередньої та першої середньої ваги. Чемпіон та призер чемпіонатів світу, триразовий чемпіон Європи, шестиразовий чемпіон СРСР.
Заслужений майстер спорту СРСР (1989).

## Життєпис
Народився в Єревані. Займатися боксом розпочав у 1972 році під керівництвом Роберта Оганесяна. У 1979 році став чемпіоном світу серед юніорів і переможцем VII літньої Спартакіади народів СРСР у першій напівсередній вазі.
У 1980 році перейшов у важчу вагову категорію і був включений до складу збірної СРСР на літніх Олімпійських іграх в Москві. Внаслідок жеребкування вже у першому колі зустрівся з майбутнім олімпійським чемпіоном Андерсом Альдамою (Куба). У рівному бою з мінімальною перевагою перемогу здобув кубинський боксер.
Протягом наступних 11 років Ісраел Акопкохян залишався одним з найсильніших радянських боксерів-середньоваговиків. Він ще п'ять разів перемагав на чемпіонатах СРСР, тричі — на чемпіонатах Європи, двічі — на Іграх доброї волі, був володарем Кубка світу і чемпіоном світу. Найбільш успішним для боксера видався 1989 рік, коли він святкував перемоги на чемпіонатах СРСР, Європи та світу у першій середній вазі.
Після завершення спортивної кар'єри у 1991 році перейшов на тренерську роботу. Він був тренером у єреванській дитячо-юнацькій спортивній школі, а у 1999—2000 роках — головним тренером національної збірної Вірменії з боксу.

## Найвищі спортивні досягнення
- Чемпіон світу (1989).
- Володар Кубка світу (1985).
- Дворазовий переможець Ігор доброї волі (1986, 1990).
- Триразовий чемпіон Європи (1985, 1989, 1991).
- Шестиразовий чемпіон СРСР (1979, 1981—1983, 1989, 1991).

## Політична діяльність
На парламентських виборах у Вірменії 2007 року Ісраел Акопкохян був включений до виборчого списку опозиційної партії «Спадщина», яка подолала п'ятивідсотковий бар'єр і отримала в парламенті Вірменії сім депутатських місць. Однак Акопкохян знаходився у другій десятці партійного списку. На думку екс-чемпіона світу, результати виборів були сфальсифіковані і він оголосив голодування навпроти будівлі Центрвиборчкому Вірменії. Акція колишнього боксера тривала п'ять днів, він припинив голодувати на особисте прохання голови Уряду країни Сержа Саргсяна.
У 2007 році Ісраел Акопкохян заявив про свій намір взяти участь у президентських виборах 2008 року у Вірменії. Щоб зібрати необхідні для реєстрації в Центральну виборчу комісію Вірменії кандидатом в президенти 26 тисяч доларів США він збирався закласти всі зароблені за свою спортивну кар'єру медалі. Однак згодом Акопкохян відмовився від наміру виставити свою кандидатуру на президентських виборах.